# Gowjagal, Koratagere
Gowjagal là một làng thuộc tehsil Koratagere, huyện Tumkur, bang Karnataka, Ấn Độ.